# Johnny Adams (giocatore di football americano)
Johnny Adams (Akron, 9 giugno 1989) è un giocatore di football americano statunitense che milita nel ruolo di cornerback per gli Edmonton Eskimos della Canadian Football League (CFL). Al college ha giocato a football a Michigan State.

## Carriera universitaria
Nei suoi 4 anni con i Michigan Spartans vinse i seguenti titoli:
- Outback Bowl: 1

2011
- Buffalo Wild Wings Bowl: 1

2012

## Carriera professionistica

### Cincinnati Bengals
Adams firmò come free agent coi Buffalo Bills, dopo non esser stato scelto al draft NFL 2013. Debuttò come professionista il 15 settembre del 2013 contro i Carolina Panthers. Con i Bills giocò in totale 4 partite prima di essere svincolato.

### Oakland Raiders
Il 30 dicembre 2013 firmò come riserva futura con gli Oakland Raiders e fu inserito nella squadra di allenamento e svincolato nel marzo 2014.

### Indianapolis Colts
Adams ritornò coi Colts il 4 giugno 2014, ma venne svincolato il 25 agosto.

### Winnipeg Blue Bombers
Adams firmò con i Winnipeg Blue Bombers della CFL il 6 febbraio 2015. Adams disputò un'ottima stagione di debutto nella CFL giocando tutte le 18 partite della stagione regolare e contribuendo con 64 placcaggi e 6 intercetti. Per questa prestazione venne inserito nella squadra CFL West All-Star del 2015.

### Hamilton Tiger-cats
Il 28 settembre 2016 i Blue Bombers cedettero Adams ai Hamilton Tiger-Cats (CFL). Adams giocò 4 partite con i Tiger-Cats, totalizzando 19 placcaggi. La stagione seguente Adams divenne free agent il 14 febbraio 2017.

### Edmonton Eskimos
Il 16 marzo 2017 Adams firmò con gli Edmonton Eskimos (CFL).

## Vittorie e premi
CFL-West All-Star nel 2015.

## Statistiche NFL
| Partite totali      | 4 |
| Partite da titolare | 0 |
| Tackle totali       | 0 |
| Sack                | 0 |
| Intercetti          | 0 |
| Fumble forzati      | 0 |
| Fumble recuperati   | 0 |
| Passaggi deviati    | 0 |
| Penalità fatte      | 0 |

Statistiche aggiornate al 3 febbraio 2014